# Jacques Etienne Gay
Jacques Étienne Gay (Nyon, 11 ottobre 1786 – Parigi, 16 gennaio 1864) è stato un botanico francese.
| J.Gay è l'abbreviazione standard utilizzata per le piante descritte da Jacques Etienne Gay. Consulta l'elenco delle piante assegnate a questo autore dall'IPNI. |